# 巴耶濟德皇子 (蘇萊曼一世)
巴耶濟德皇子（土耳其語：Şehzade Bayezid；1525年– 1561年9月25日）是奧斯曼帝國蘇丹蘇萊曼一世與其妻许蕾姆苏丹所生的兒子。蘇萊曼在三名成年的兒子死後，僅剩下巴耶濟德皇子和塞利姆皇子還活著，根據歷史學家的說法，巴耶濟德在軍事戰術方面有著極佳的技巧，與他的哥哥塞利姆相比，巴耶濟德更有與能力擔任帝國的繼承人。在穆斯塔法皇子（鄂圖曼帝國的王儲）被殺害後，巴耶濟德成為最受鄂圖曼軍隊歡迎的繼承者。到了1550年間，當蘇萊曼已高齡六十多歲時，巴耶濟德和塞利姆之間對王位的爭奪逐漸白熱化，巴耶濟德對他的父親感到不滿，而他的父親蘇萊曼也因為巴耶濟德的不服從而感到憤怒。1559年，他的哥哥塞利姆與索库鲁·穆罕默德帕夏在蘇萊曼一世軍隊的幫助下擊敗了巴耶濟德，巴耶濟德因此被迫流亡到波斯的薩法維帝國，起初太美斯普一世非常歡迎巴耶濟德的到來，然而在1561年，經過幾次談判以及在蘇萊曼一世的要求下，太美斯普一世允許巴耶濟德被他父親的劊子手處決。

## 生平

### 早年
1525年巴耶濟德出生於伊斯坦堡，他的母親是許雷姆蘇丹，巴耶濟德有三個同母所生的兄弟，穆罕默德皇子（生於1521年），塞利姆皇子（生於1524年）和吉漢哲皇子（生於1531年），還有一個異母哥哥穆斯塔法皇子（生於1515年）。而在1533年或1534年，巴耶濟德的父親蘇萊曼大帝打破了鄂圖曼帝國長達的兩個世紀的傳統，決定與許蕾姆蘇丹結婚並立她為皇后 。
依鄂圖曼帝國的規定，所有成年皇子皆會被派任到各地擔任總督，以培養他們管理帝國事務的能力，因此巴耶濟德也被派往安納托利亞擔任總督的職務。1553年間，蘇萊曼一世率軍離開伊斯坦堡遠征波斯薩法維帝國，在此期間巴耶濟德負責治理埃迪爾內（即隸屬鄂圖曼帝國魯米利亞的首府），但於戰爭途中，王儲穆斯塔法皇子被蘇萊曼下令處決，而穆斯塔法遭到處決的消息引起了帝國各地的動亂，一名偽稱是自己是穆斯塔法皇子的叛徒在魯梅利亞起兵反抗蘇萊曼，儘管叛亂很快便被鎮壓下來，但蘇萊曼仍懷疑他的兒子巴耶濟德故意拖延對叛軍的剿滅時間。

### 王位爭奪
蘇萊曼有多名兒子，但在王儲穆斯塔法和最小的兒子吉漢吉爾死後，蘇萊曼的兒子中只剩下兩名皇子競爭王位的繼承權 - 塞利姆與巴耶濟德。塞利姆是馬尼薩的總督而巴耶濟德則擔任屈塔希亞的總督，兩座城市距離伊斯坦堡的距離基本上是相等的。
當蘇萊曼六十多歲時，兩兄弟對王位的爭鬥益加明顯，為此蘇萊曼責罵他的兒子們，並決定改變他們的總督職位，塞利姆被調任科尼亞總督，巴耶濟德則改任阿馬西亞的總督，這兩個省份離伊斯坦堡更加遙遠，但距離依舊相等。塞利姆很快就遵從命令並迅速前往科尼亞。但巴耶濟德對父親的決定感到沮喪，因而在猶豫許久後才服從調令。蘇萊曼為此指責巴耶濟德背叛他，決定支持另一個兒子塞利姆，塞利姆與索库鲁·穆罕默德帕夏（日後成為鄂圖曼帝國的大維齊爾）合作並在蘇萊曼軍隊的幫助下於1559年5月31日科尼亞附近的戰役中擊敗了巴耶濟德皇子。

### 流亡波斯
巴耶濟德在戰敗後回到了阿馬西亞，並帶著他的兒子和一小支軍隊流亡到薩法維帝國，索庫魯·穆罕默德帕夏沿途派出軍隊追擊巴耶濟德的隊伍，不過巴耶濟德皇子順利擊退索庫魯·穆罕默德帕夏所派出的部隊，1559年秋天，巴耶濟德抵達屬於薩法維領土的葉里溫，並受到當地官員的高度尊重與款待，不久後巴耶濟德皇子前往薩法維帝國的舊都大不里士，在那裡他受到太美斯普一世的熱烈歡迎。儘管太美斯普起先全心全意地歡迎巴耶濟德的到來，並為他舉辦盛大的派對，但後來仍在蘇萊曼一世的要求下監禁了巴耶濟德皇子。蘇萊曼和塞利姆兩人皆派出使臣前往薩法維帝國勸說太美斯普一世將巴耶濟德處決。事實上，在日後一年半的時間裡，兩國的信使持續在伊斯坦堡和加茲溫之間往來，鄂圖曼使者不斷地說服太美斯普交出巴耶濟德皇子。1561年，最後一批鄂圖曼帝國的使節到達加茲溫，使節們送給太美斯普無數貴重的禮物，蘇萊曼也在給太美斯普的信中重申兩國間的阿馬西亞和約，此外蘇萊曼還同意太美斯普要求贈送四十萬枚金幣作為交出巴耶濟德的條件，最終在1561年9月25日，巴耶濟德皇子與他的五個兒子被太美斯普移交給鄂圖曼政府，並由鄂圖曼劊子手在加茲溫附近以絞喉的方式被殺害。

## 家庭
兒子
- 奧爾汗皇子[12]（约1543年屈塔希亞 - 1561年9月25日加茲溫，葬於錫瓦斯）喬魯姆的總督，並由錢達爾勒·哈利勒貝伊擔任他的導師[13]
- 奧斯曼皇子[12]（约1545年屈塔希亞 - 1561年9月25日加茲溫，葬於錫瓦斯）謝賓卡拉希薩爾的總督[13]
- 阿卜杜勒皇子[12]（约1548年屈塔希亞 - 1561年9月25日加茲溫，葬於錫瓦斯）
- 馬哈茂德皇子[12]（约1552年屈塔希亞 - 1561年9月25日加茲溫）雅尼克（英语：Canik）的總督[13]
- 穆拉德汗皇子[12]（约1554年屈塔希亞 - 1561年9月25日加茲溫，葬於錫瓦斯）屈塔希亞的總督[13]
- 穆罕默德皇子[12]（约1559年阿馬希亞 - 1561年10月3日布爾薩，葬於布爾薩）

女兒
- 米赫麗瑪蘇丹[12]（约1547年屈塔希亞 - 1594年伊斯坦堡）1562年與德馬特·穆紮法爾帕夏結婚
- 哈蒂潔蘇丹[12]（约1550年屈塔希亞 - ?）
- 艾榭蘇丹[12]（约1553年屈塔希亞 - 1572年托卡特）1562年與德馬特·胡加·阿里帕夏·伊迪特諾歐古魯結婚
- 漢札德蘇丹[12]（约1556年屈塔希亞 - ?）